# 蔡遷
蔡遷，（？—1370年），祖籍不詳，明朝初期軍事將領，安遠侯。
其元末跟從芝麻李攻佔徐州，后歸順朱元璋渡江、攻下採石、太平、溧水等，后授千戶。跟從徐達攻取廣德、寧國，升萬戶侯。后進攻常州，活捉對方元帥。后跟從攻佔池州、樅陽、衢州、婺州，升任帳前左翼元帥。此後在龍江擊敗陳友諒，攻取安慶水寨、九江、南昌。后援助安豐，攻下合肥。后征討武昌，晋升指揮同知。之後跟從常遇春征戰贛州、南安、南雄等地，后升任龍驤衛同知。跟從徐達攻佔高郵、馬港，授武德衛指揮使，守衛淮安，后移防黃州。之後跟隨大軍攻下湘潭、辰州、全州、道州、永州等地，升任荊州衛指揮。后進攻廣西，升任廣西行省參政，兼靖江王相。后洪武三年去世，贈安遠侯，諡武襄。
蔡遷征戰十五年，沒有擔任過元帥，通常都是跟隨大將征討。其身經數十戰，作戰奮勇披靡。會師時，渾身遍體刀傷，慘烈無比，周圍人都無法定睛細看，而蔡遷不是很在乎。朱元璋十分器重他，當他死后，非常痛惜，并親自寫祭文悼念。